# Andrés de Galitzia
Andrés, príncipe húngaro del siglo XIII (1210/1212-1234). Hijo de Andrés II de Hungría.

## Biografía
Andrés nació como quinto hijo y tercer hijo varón del rey Andrés II de Hungría y su esposa Gertrudis de Merania entre 1210 y 1212. Comprometido en una intensa guerra para conquistar el trono de Galitzia, el monarca húngaro pronto consiguió que nombrasen rey a su hijo mayor Colomán en 1214. En 1217 fue coronado como soberano de Galitzia, sin embargo fue apresado y en 1219 su hermano menor, el príncipe Andrés obtuvo la corona.
El príncipe Andrés fue comprometido en matrimonio en 1218 cuando su padre regresaba de las cruzadas. Su prometida era la princesa Isabela de Armenia, cuyo padre colocó a los dos príncipes como herederos del trono. El rey León I de Armenia envió entonces una embajada al rey Andrés II de Hungría y ambos reyes acudieron ante el papa Honorio III en 1219, el cual confirmó dicho convenio. El emperador de Nicea, Teodoro I Láscaris también prometió que actuaría para que la corona armenia recayera sobre el príncipe Andrés. En 1219 murió el rey armenio, y pronto Juan de Brienne, el rey de Jerusalén, viajó de inmediato a Armenia para tomar el trono, puesto que en 1216 había tomado por esposa a la hija menor del fallecido rey León I.
Ya que los nobles armenios exigían que Juan llevase a su esposa al reino desde Ptolemais donde se residía, el nuevo monarca se vio forzado a viajar. En el momento de su viaje, Felipe, el hijo de Bohemundo IV de Antioquía pidió la mano de Isabela, la cual obtuvo en 1221 junto con todo el reino armenio. Sin embargo Felipe murió en 1222, y Andrés II no pudo debatir los derechos de su hijo, porque resultaba de mayor importancia el recuperar Galitzia. Por otra parte, Isabel se volvió a casar por vez segunda y en esta oportunidad, con un primo suyo.
El príncipe Andrés en aras de que su hermano mayor y su esposa se liberasen del apresamiento del Príncipe de Nóvgorod Mstislav el Valiente, tomó por esposa a Helena, su hija menor. Sin embargo Andrés no estaba complacido en lo más mínimo con dicha unión y luego de la liberación de su hermano mayor Colomán se dirigió al Papa, para que fuese disuelta la unión, pero Honorio III no estuvo dispuesto a romperla. Por otra parte, Andrés fue expulsado en 1234 del trono de Galitzia y con esto terminó la época de influencia húngara sobre este reino.
El príncipe Andrés murió aún en vida de su padre.